# کتابخانه کالج ترینیتی دوبلین
کتابخانه کالج ترینیتی دوبلین (به انگلیسی: Library of Trinity College Dublin) کتابخانه اصلی کالج ترینیتی دوبلین است.
این کتابخانه که بزرگ‌ترین کتابخانه در جزیره ایرلند می‌باشد دارای ۶ میلیون نسخه کتاب، روزنامه، مجله و نقشه نسخه چاپی و خطی می‌باشد و همزمان با تأسیس دانشگاه در سال ۱۵۹۲ ساخته شده‌است و در سال ۱۸۰۱ با قانون واسپاری کتابخانه کالج ترینیتی اولین دانشگاه در ایرلند بوده‌است که تجهیز و تکمیل شده‌است.

## نگارخانه

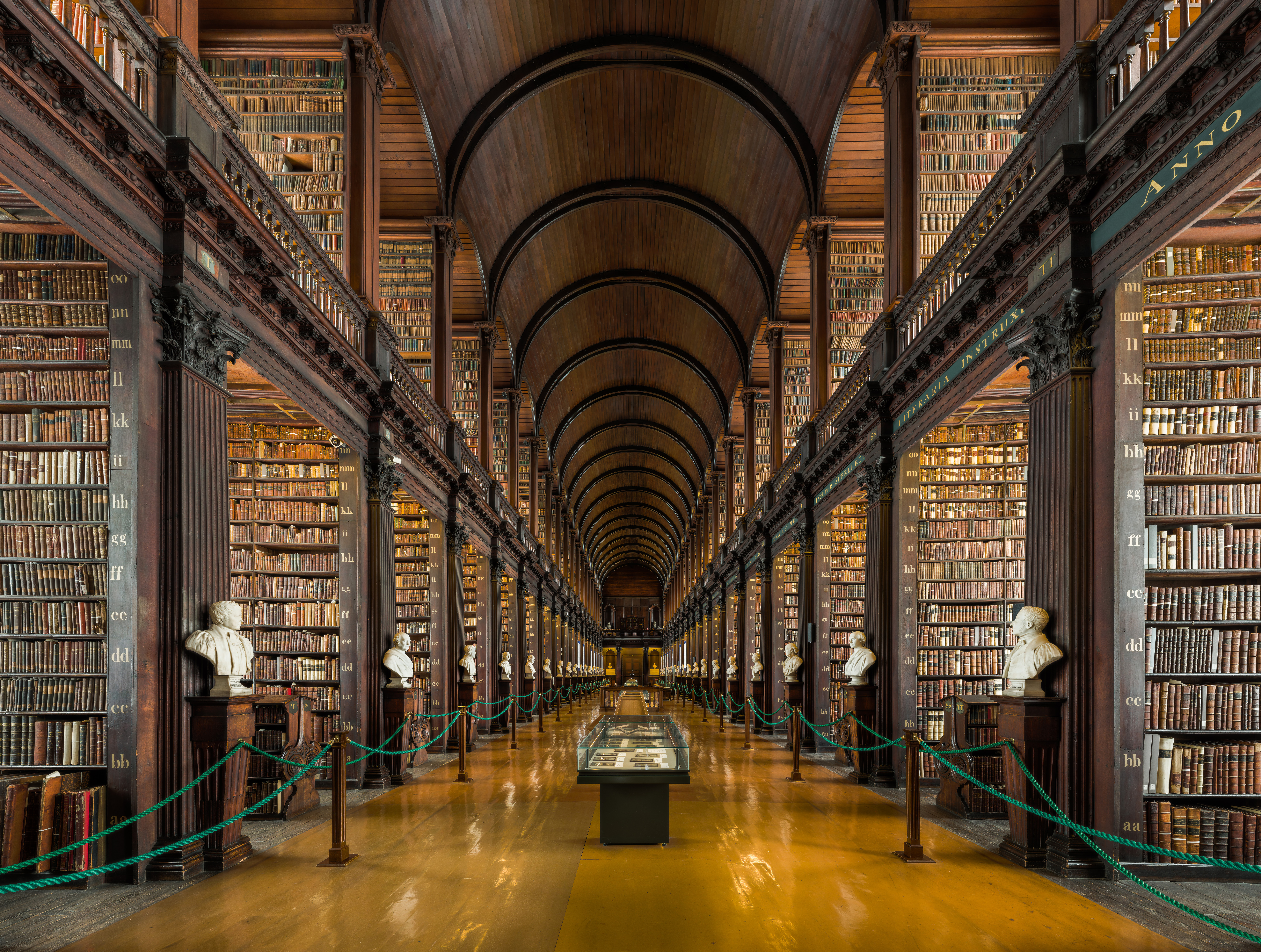
سالن طویل در کتابخانه قدیمی در سال ۲۰۱۵
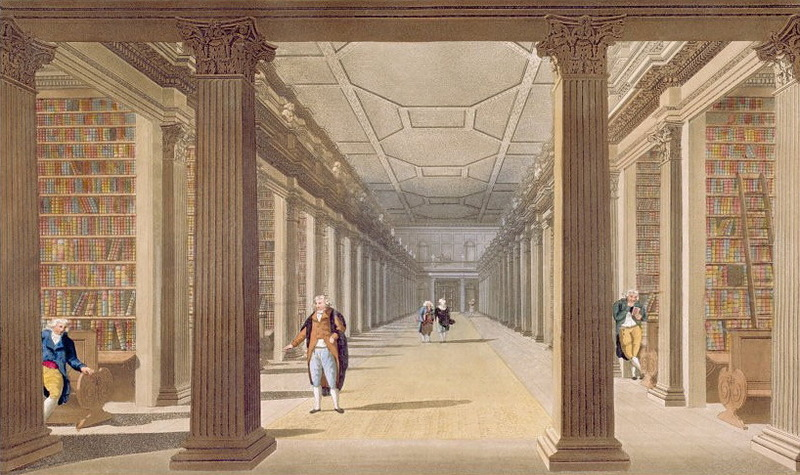
نقاشی آبرنگ از سالن طویل قبل از بالا آوردن سقف
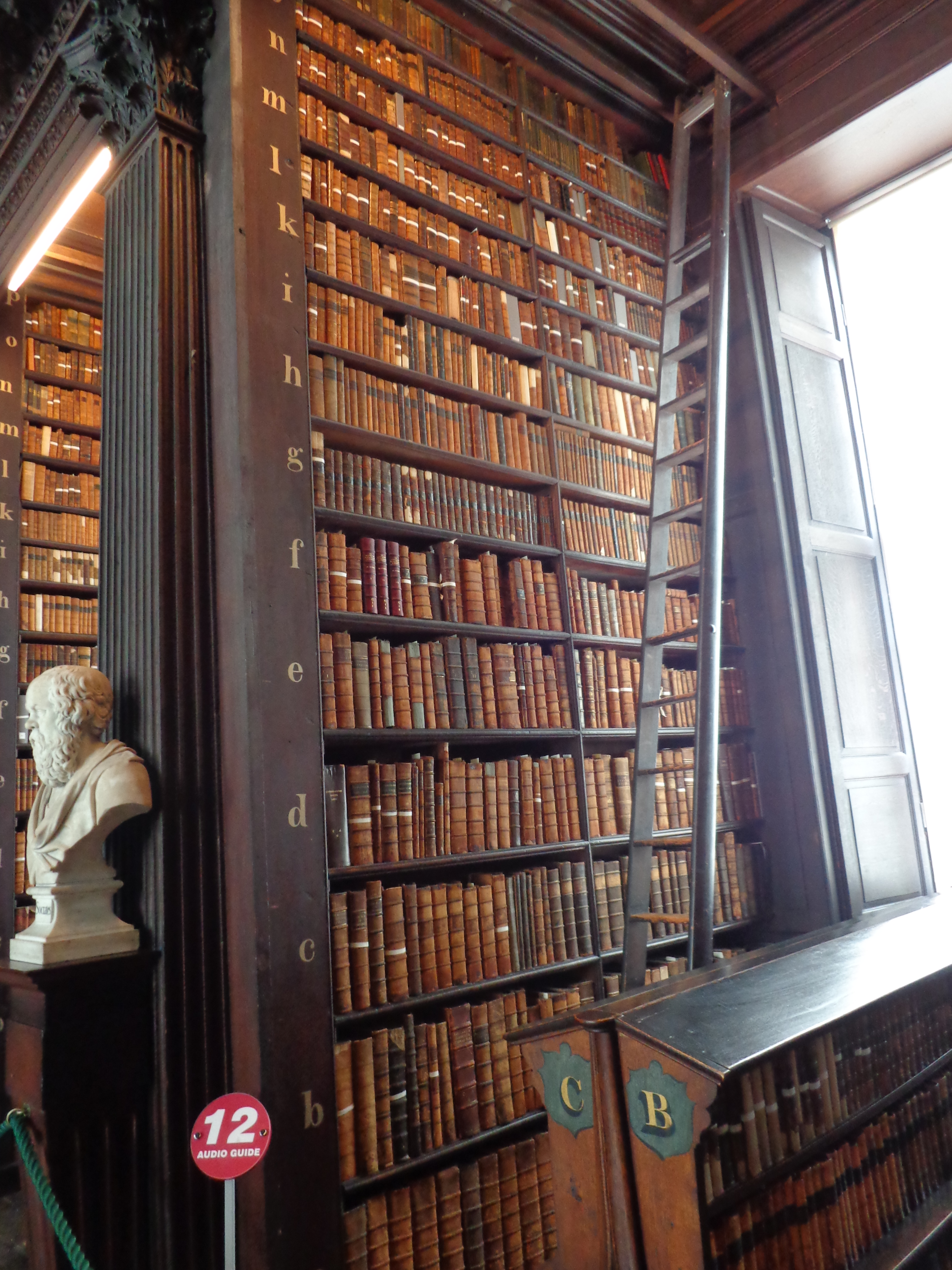
جزئیات قفسه کتاب